# Mike Mansfield
Mike Mansfield (New York, 16 maart 1903 - Washington, 5 oktober 2001) was een Amerikaans politicus en diplomaat. Hij was senator voor Montana van 1953 tot 1977.

## Levensloop
Mansfield werd in New York geboren en trok enkele jaren na zijn geboorte naar Montana. Van 1918 tot 1922 diende in het leger en erna studeerde hij af. Tussen 1933 en 1942 vervolgde hij met een studie in geschiedenis en politicologie aan de Montana State University en in de loop van de jaren veertig ontwikkelde hij steeds meer interesse voor de politiek.
Hij sloot zich aan bij de Democratische Partij en won kort erop, in 1943, de verkiezingen voor het lidmaatschap in het Huis van Afgevaardigden. Na tien jaar kandideerde hij voor een plaats in de senaat en trad daar toe in januari 1953. Aan het einde van de jaren vijftig werd hij gekozen tot vicevoorzitter van de Democraten in de senaat.
Toen fractieleider Lyndon B. Johnson in 1961 werd gekozen tot vicepresident van de Verenigde Staten - vanaf 1963 als president - kreeg Mansfield in de senaat de post van fractieleider in handen. Deze functie oefende hij uit tot in 1977.
Tijdens het presidentschap van Johnson was Mansfield pleitbezorger van sociale wetgeving, zoals de Civil Rights Act of 1964 (afschaffing van rassenscheiding). Met betrekking tot de Vietnamoorlog was hij het echter niet eens met de president en de minister van buitenlandse zaken, Dean Rusk. Hij wordt om deze reden wel genoemd als de eerste Amerikaanse functionaris die een pessimistische verklaring aflegde over de voortgang van deze oorlog.
In 1976 kondigde Mansfield aan zich uit de politiek te willen terugtrekken, na achtereenvolgens in 1958, 1964 en 1970 als vertegenwoordiger van Montana in de senaat te zijn herkozen. Hij diende zijn termijn uit en eindigde zijn senaatscarrière op 3 januari 1977.
Hetzelfde jaar benoemde president Jimmy Carter hem tot ambassadeur van de Verenigde Staten in Japan. Elf jaar later, eind 1988, legde hij deze positie op een leeftijd van 85 jaar neer en ging hij met pensioen.
Hij overleed aan een hartkwaal op 98-jarige leeftijd in 2001 en werd begraven op de Arlington National Cemetery in Arlington, niet ver van Washington.

## Erkenning
In 1989 werd hij onderscheiden met een Presidential Medal of Freedom, een van de twee hoogste burgerlijke onderscheidingen in de Verenigde Staten.
In 1990 werd hij erkend met een Sylvanus Thayer Award van de United States Military Academy in West Point en met een onderscheiding in de Japanse Orde van de Rijzende Zon.
In 1991 ontving hij de Four Freedoms Award voor vrijwaring van vrees.